# Christian Obodo
Christian Udubuesi Obodo, född 11 maj 1984 i Warri, är en nigeriansk före detta fotbollsspelare.

## Karriär

### Klubblag
Efter att ha börjat spela i Plateau United så värvades Obodo till Perugia 2001. Under säsongen 2002/2003 hade han blivit ordinarie i laget och gjorde sitt första Serie A-mål för klubben mot Inter samma år.
2004 såldes han till Fiorentina, då nykomlingar i Serie A. Då Fiorentina bara köpte 50% av rättigheterna till honom så hade La Viola och Perugia en blind auktion om spelaren sommaren 2005. Perugia vann auktionen men sålde honom genast till Udinese. I Udinese gjorde han Champions League-debut, där han spelade tillsammans med Sulley Muntari på innermittfältet.
Christian Obodo lånades senare ut till både Torino och Lecce, innan han lämnade Italien för spel med Dinamo Minsk, SC Olhanense och senast Skoda Xanthi.

### Landslag
Obodo gjorde debut för Nigerias landslag i LG Cup mot Ghana. Hans första mål i landslaget kom mot Algeriet 4 september 2005 då Nigeria segrade med 5-2. Obodo var även med i truppen till Afrikanska mästerskapet 2006 då Nigeria vann brons, där han gjorde mål i 2-0-vinsten över Zimbabwe.

## Kidnappning
På morgonen 9 juni 2012 blev Obodo kidnappad nära sin hemstad Warri. Obodo fritogs nästa dag av den nigerianska polisen, utan att lösensumman på 200 000 dollar blivit betald.

## Meriter
Nigeria
- Afrikanska mästerskapet
  - Brons: 2006